# Pondaurat
Pondaurat est une commune du Sud-Ouest de la France, située dans le département de la Gironde, en région Nouvelle-Aquitaine.

## Géographie

### Localisation
La commune de Pondaurat se situe au sud (rive gauche) de la Garonne sans toutefois la border, séparée du fleuve par les communes de Bassanne et de Floudès. Elle se trouve à 61 km au sud-est de Bordeaux, chef-lieu du département, à 15 km à l'est de Langon, chef-lieu d'arrondissement, et à 7 km au nord-est d'Auros, ancien chef-lieu de canton.

### Communes limitrophes
Les communes limitrophes sont Puybarban au nord-est et est, Loupiac-de-la-Réole à l'extrême sud-est sur moins de 50 m, Aillas au sud-est, Savignac au sud-ouest, Castets et Castillon à l'ouest (anciennement Castillon-de-Castets) et Bassanne au nord-ouest.
| Bassanne             |           | Puybarban           |
| Castets et Castillon | Pondaurat | Loupiac-de-la-Réole |
| Savignac             |           | Aillas              |

### Climat
Pour des articles plus généraux, voir Climat de la Nouvelle-Aquitaine et Climat de la Gironde.
Historiquement, la commune est exposée à un climat océanique aquitain.  
En 2020, Météo-France publie une typologie des climats de la France métropolitaine dans laquelle la commune est exposée à un climat océanique et est dans la région climatique  Aquitaine, Gascogne, caractérisée par une pluviométrie abondante au printemps, modérée en automne, un faible ensoleillement au printemps, un été chaud (19,5 °C), des vents faibles, des brouillards fréquents en automne et en hiver et des orages fréquents en été (15 à 20 jours).
Pour la période 1971-2000, la température annuelle moyenne est de 13 °C, avec une amplitude thermique annuelle de 14,4 °C. Le cumul annuel moyen de précipitations est de 850 mm, avec 11,5 jours de précipitations en janvier et 6,8 jours en juillet. Pour la période 1991-2020, la température moyenne annuelle observée sur la station météorologique la plus proche, située sur la commune de Cazats à 12 km à vol d'oiseau, est de 13,7 °C et le cumul annuel moyen de précipitations est de 825,5 mm,. Pour l'avenir, les paramètres climatiques de la commune estimés pour 2050 selon différents scénarios d’émission de gaz à effet de serre sont consultables sur un site dédié publié par Météo-France en novembre 2022.

## Urbanisme

### Typologie
Au 1er janvier 2024, Pondaurat est catégorisée commune rurale à habitat dispersé, selon la nouvelle grille communale de densité à sept niveaux définie par l'Insee en 2022.
Elle est située hors unité urbaine et hors attraction des villes,.

### Occupation des sols

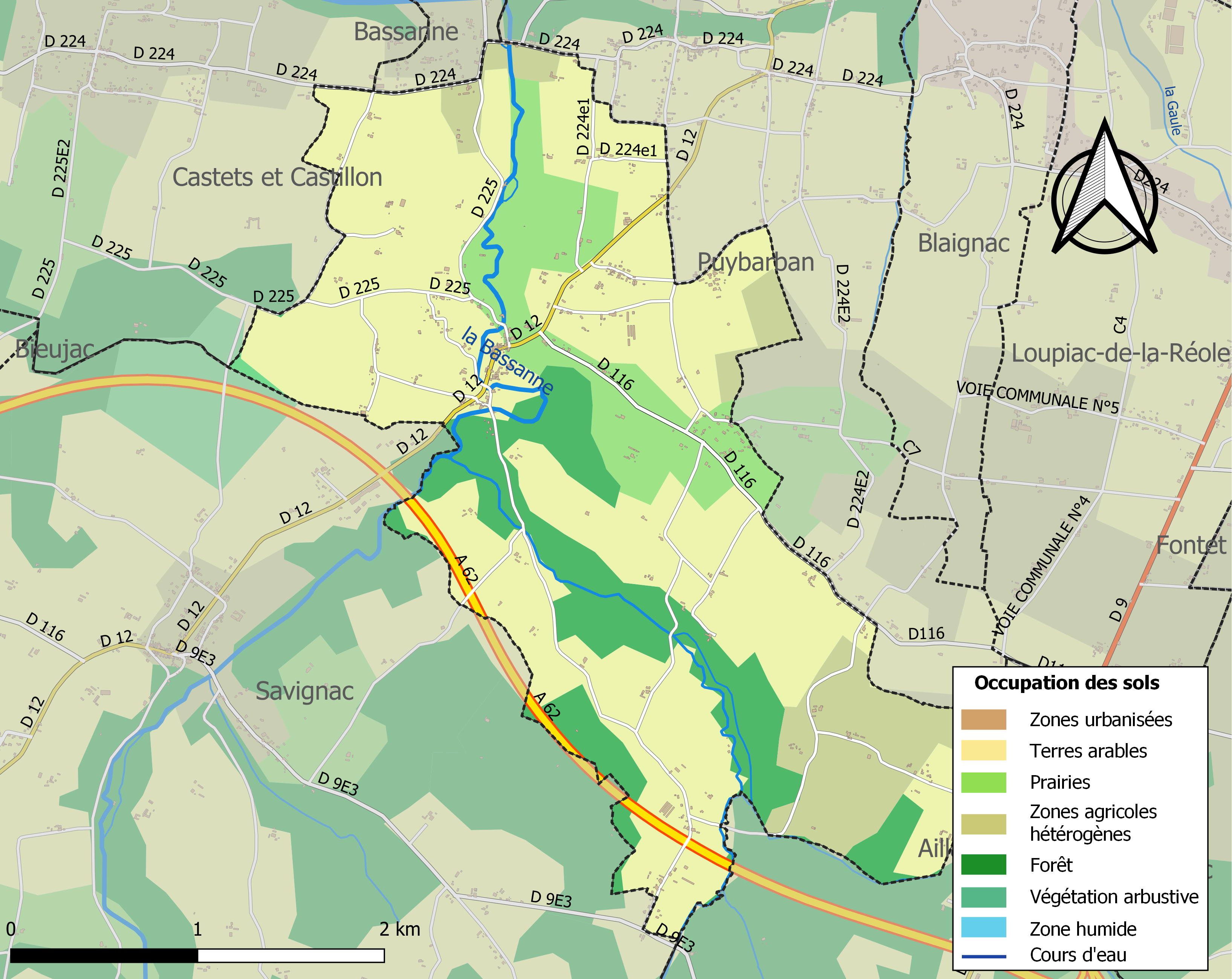
Carte des infrastructures et de l'occupation des sols de la commune en 2018 (CLC).

L'occupation des sols de la commune, telle qu'elle ressort de la base de données européenne d’occupation biophysique des sols Corine Land Cover (CLC), est marquée par l'importance des territoires agricoles (84,4 % en 2018), une proportion identique à celle de 1990 (84,4 %). La répartition détaillée en 2018 est la suivante : 
terres arables (61,3 %), forêts (15,4 %), prairies (12,2 %), zones agricoles hétérogènes (10,9 %), milieux à végétation arbustive et/ou herbacée (0,1 %). L'évolution de l’occupation des sols de la commune et de ses infrastructures peut être observée sur les différentes représentations cartographiques du territoire : la carte de Cassini (XVIIIe siècle), la carte d'état-major (1820-1866) et les cartes ou photos aériennes de l'IGN pour la période actuelle (1950 à aujourd'hui).

### Voies de communication et transports
Les principales voies de communication routière sont la route départementale D 12 qui mène vers le nord-est à Puybarban puis La Réole et vers le sud-ouest à Savignac puis Auros, le réseau un peu complexe des routes départementales D 225 et D 224 qui mène vers l'ouest en direction de Castets et Castillon, Bieujac et Langon et vers l'est en direction de Blaignac et de Fontet et la route départementale D 116 qui mène vers l'est à la route départementale D 9 et à Noaillac.
L'accès à l'autoroute A62 (Bordeaux-Toulouse) le plus proche est le no 4, dit de La Réole, se situe à 5,5 km vers le sud-est.

L'accès no 1, dit de Bazas, à l'autoroute A65 (Langon-Pau) se situe à 21 km vers le sud-ouest.
La gare SNCF la plus proche est celle de La Réole, sur la ligne de Bordeaux-Saint-Jean à Sète-Ville du TER Nouvelle-Aquitaine, située à 7,5 km vers le nord-est.

### Risques majeurs
Le territoire de la commune de Pondaurat est vulnérable à différents aléas naturels : météorologiques (tempête, orage, neige, grand froid, canicule ou sécheresse), inondations et séisme (sismicité très faible). Un site publié par le BRGM permet d'évaluer simplement et rapidement les risques d'un bien localisé soit par son adresse soit par le numéro de sa parcelle.
La commune a été reconnue en état de catastrophe naturelle au titre des dommages causés par les inondations et coulées de boue survenues en 1982, 1992, 1999, 2009 et 2021,.

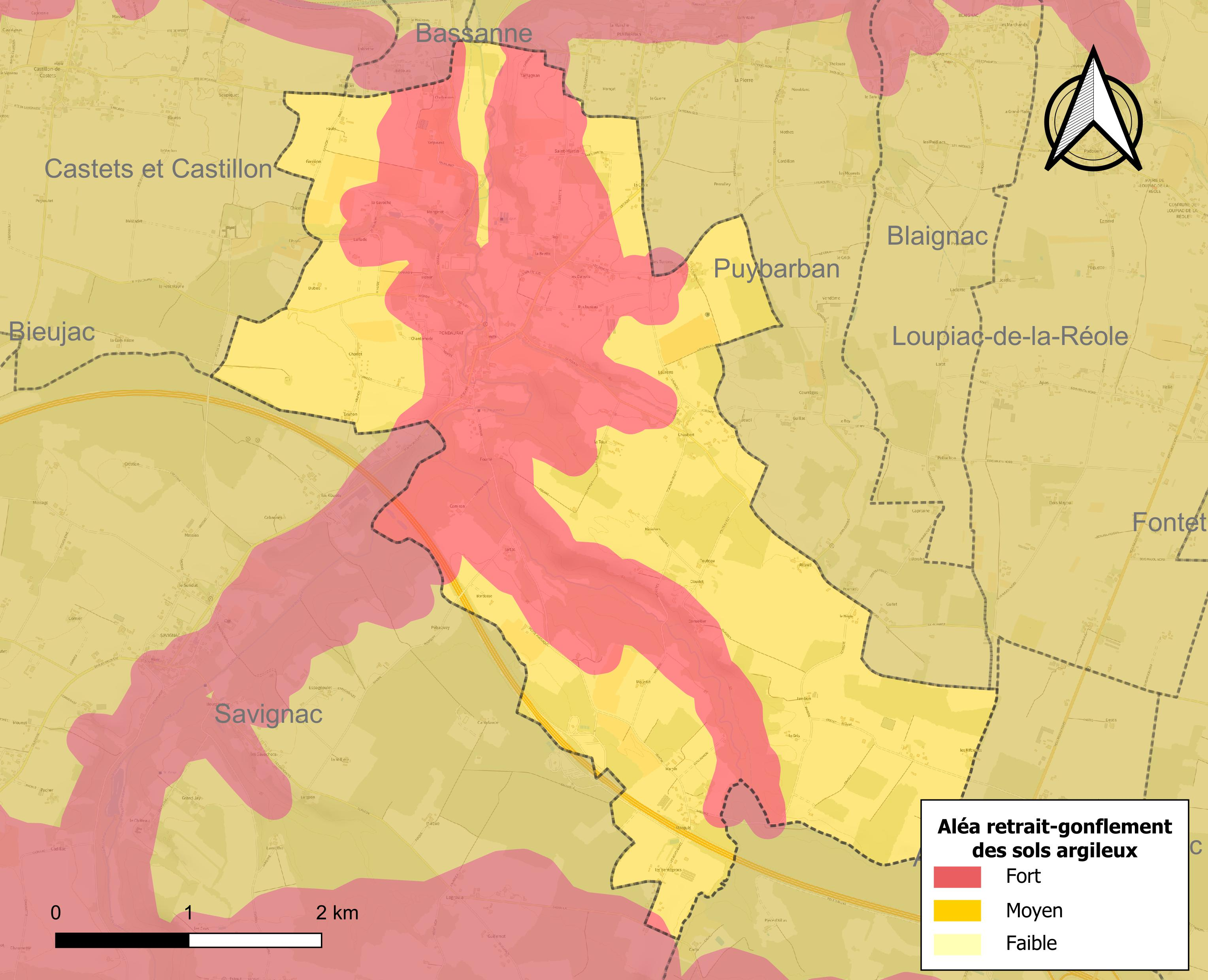
Carte des zones d'aléa retrait-gonflement des sols argileux de Pondaurat.

Le retrait-gonflement des sols argileux est susceptible d'engendrer des dommages importants aux bâtiments en cas d’alternance de périodes de sécheresse et de pluie. La totalité de la commune est en aléa moyen ou fort (67,4 % au niveau départemental et 48,5 % au niveau national). Sur les 227 bâtiments dénombrés sur la commune en 2019, 227 sont en aléa moyen ou fort, soit 100 %, à comparer aux 84 % au niveau départemental et 54 % au niveau national. Une cartographie de l'exposition du territoire national au retrait gonflement des sols argileux est disponible sur le site du BRGM,.
Par ailleurs, afin de mieux appréhender le risque d’affaissement de terrain, l'inventaire national des cavités souterraines permet de localiser celles situées sur la commune.
Concernant les mouvements de terrains, la commune a été reconnue en état de catastrophe naturelle au titre des dommages causés par des mouvements de terrain en 1999.

## Toponymie
Le nom de la commune provient de pont doré, sans doute en raison de la couleur de la pierre de construction du pont.
En gascon, le nom de la commune est Pont Daurat.
Ses habitants sont appelés les Dorépontais.

## Histoire
À la Révolution, la paroisse Saint-Martin-de-Monphélix forme la commune de Pondaurat.

### Les Antonins et les Hospitaliers
À la fin du XIIIe siècle, une commanderie est fondée par les moines anachorètes de l'ordre de Saint Antoine, les Antonins, sur la voie limousine du pèlerinage de Saint-Jacques-de-Compostelle. Cette commanderie fortifiée comporte une église conventuelle et un moulin et est située à proximité du pont péager qui franchit la Bassanne. L'ensemble devient, par la suite, propriété de l'ordre de Malte, puis à la Révolution, la commanderie le moulin et l'église Saint-Antoine sont vendus comme biens nationaux. En 1830 la commune rachète l'église et la commanderie qui devient la cure.

## Politique et administration
| Période                                  | Période  | Identité        | Étiquette  | Qualité                                                                                                |
| ---------------------------------------- | -------- | --------------- | ---------- | --- |
| mars 1977                                | 1995     | Roger Boussinot | Écologiste | Écrivain                                                                                               |
| juin 1995                                | En cours | Francis Zaghet  | PS         | Fonctionnaire conseiller général du canton d'Auros (2011-2015), Président de la Communauté de communes |
| Les données manquantes sont à compléter. |          |                 |            | |

### Intercommunalité
Le 1er janvier 2014, la communauté de communes du Pays d'Auros ayant été supprimée, la commune de Pondaurat s'est retrouvée intégrée à la communauté de communes du Réolais en Sud Gironde siégeant à La Réole.

## Démographie
| 1793 | 1800 | 1806 | 1821 | 1831 | 1836 | 1841 | 1846 | 1851 |
| ---- | ---- | ---- | ---- | ---- | ---- | ---- | ---- | ---- |
| 672  | 544  | 634  | 686  | 737  | 688  | 689  | 722  | 734  |

| 1856 | 1861 | 1866 | 1872 | 1876 | 1881 | 1886 | 1891 | 1896 |
| ---- | ---- | ---- | ---- | ---- | ---- | ---- | ---- | ---- |
| 739  | 734  | 673  | 660  | 640  | 609  | 581  | 604  | 593  |

| 1901 | 1906 | 1911 | 1921 | 1926 | 1931 | 1936 | 1946 | 1954 |
| ---- | ---- | ---- | ---- | ---- | ---- | ---- | ---- | ---- |
| 588  | 594  | 579  | 511  | 533  | 503  | 559  | 587  | 519  |

| 1962 | 1968 | 1975 | 1982 | 1990 | 1999 | 2006 | 2011 | 2016 |
| ---- | ---- | ---- | ---- | ---- | ---- | ---- | ---- | ---- |
| 533  | 465  | 380  | 361  | 361  | 355  | 372  | 459  | 473  |

| 2021 | 2022 | - | - | - | - | - | - | - |
| ---- | ---- | - | - | - | - | - | - | - |
| 458  | 456  | - | - | - | - | - | - | - |

## Culture et patrimoine

### Lieux et monuments
L'ancienne commanderie, dans le centre du bourg, est aujourd'hui partagée en une église à part entière et l'établissement conventuel dont une annexe servait de moulin.
- l'église Saint-Antoine, de style gothique, en forme de croix grecque, date de la première moitié du XIIIe siècle et a été remaniée aux XVIIe et XIXe siècles (ajout d'une travée à cette dernière époque). Elle a été inscrite monument historique en 1925[27] ainsi que son presbytère en 1990[28] ;
- église Saint-Martin-de-Monphélix de Pondaurat ;
- le monastère des Antonins et son moulin qui a servi jusqu'à la fin du XIXe siècle et désaffecté vers 1960 forment un ensemble d'habitations privées qui a été inscrit monument historique en 1990[29] ;
- à proximité desdits église et couvent, l'ancien pont péager des XIIIe et XIVe siècles franchit la Bassanne. Il a été inscrit monument historique en 1990[30] ;
- près de ce pont, se trouve une croix de chemin monumentale qui a été inscrite en 1990[31].

Un autre édifice du village ainsi qu'une église hors du bourg figurent également à l'inventaire des monuments historiques :
- une maison à contreforts inscrite en 1990[32] ;
- en dehors du village, sur une petite route menant vers le bourg de Puybarban se trouve l'église Saint-Martin-de-Monphélix de style roman et en partie reconstruite au XVIIe siècle.

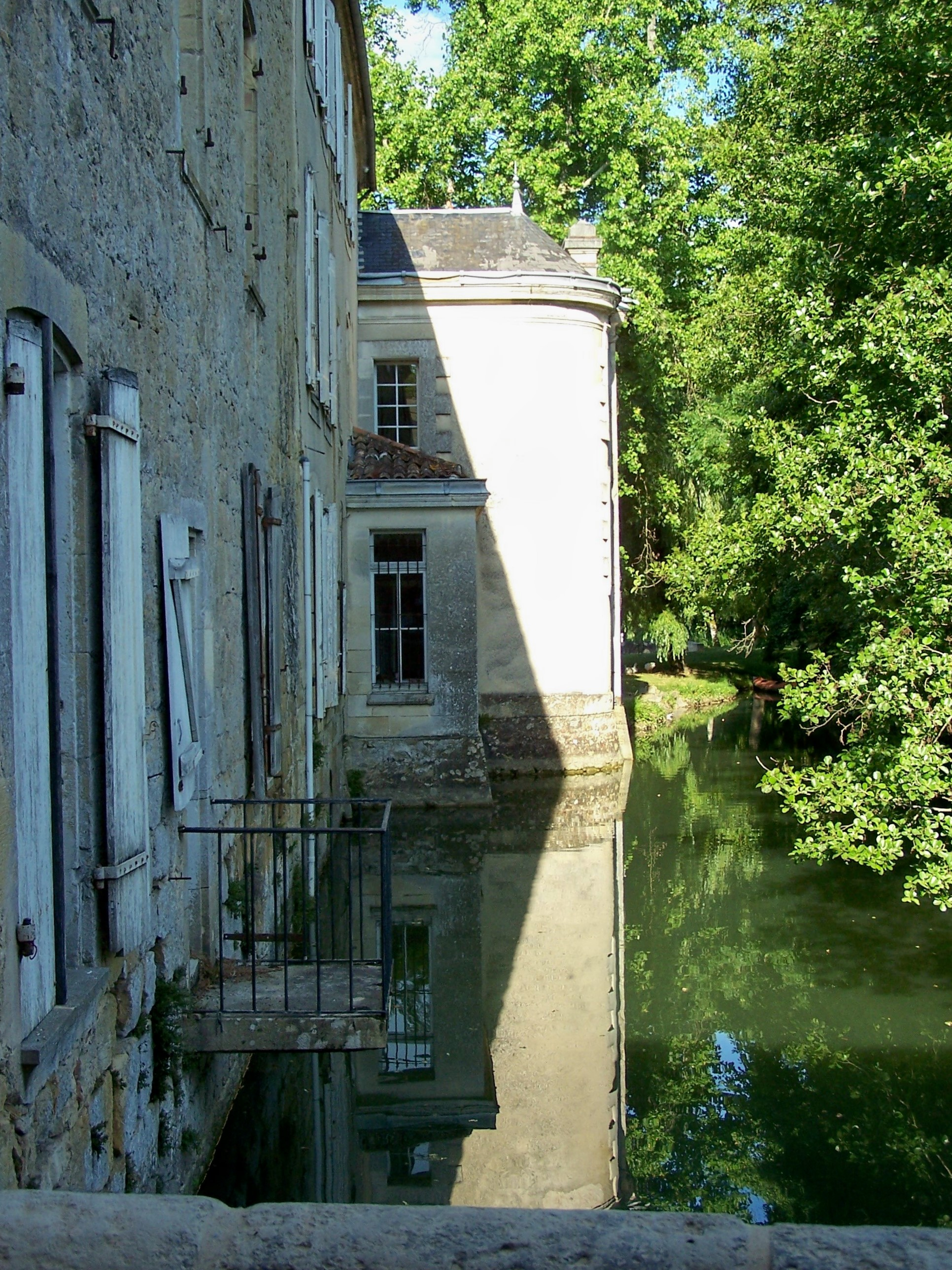
Le couvent sur la Bassanne
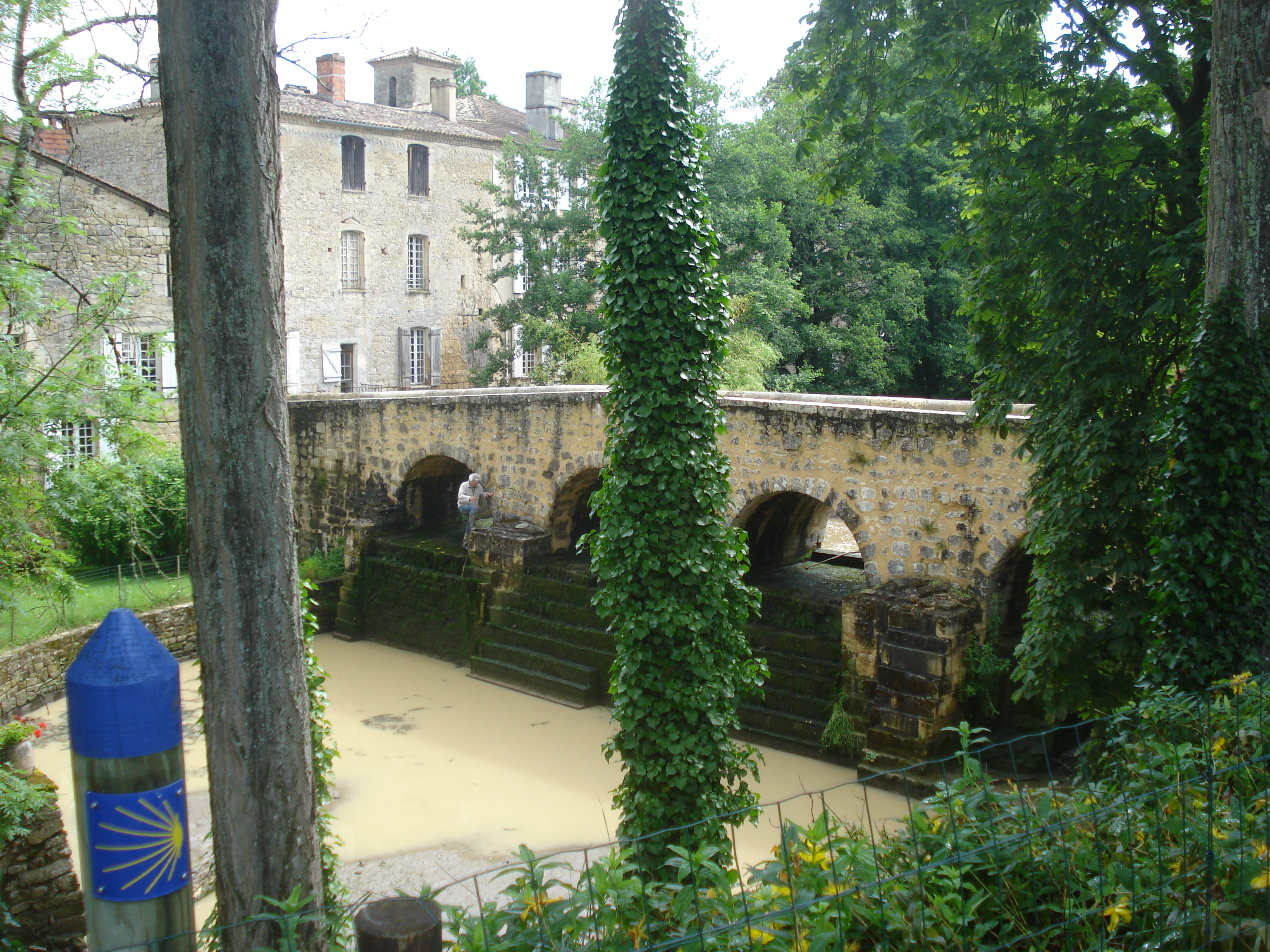
Balisage du chemin de Compostelle au pont de Pondaurat (août 2008)
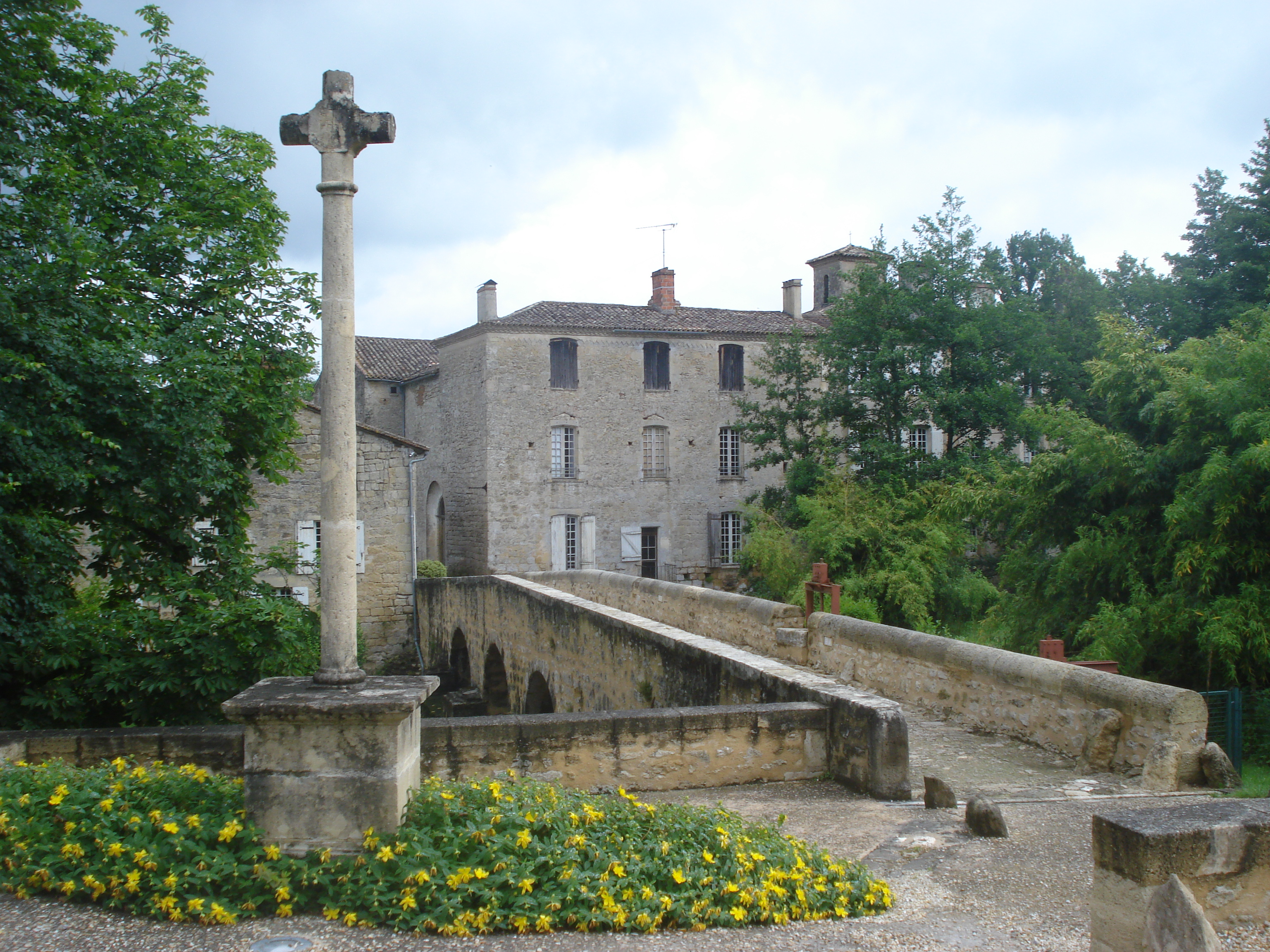
Pondaurat, vieux pont sur la Bassanne (août 2008)
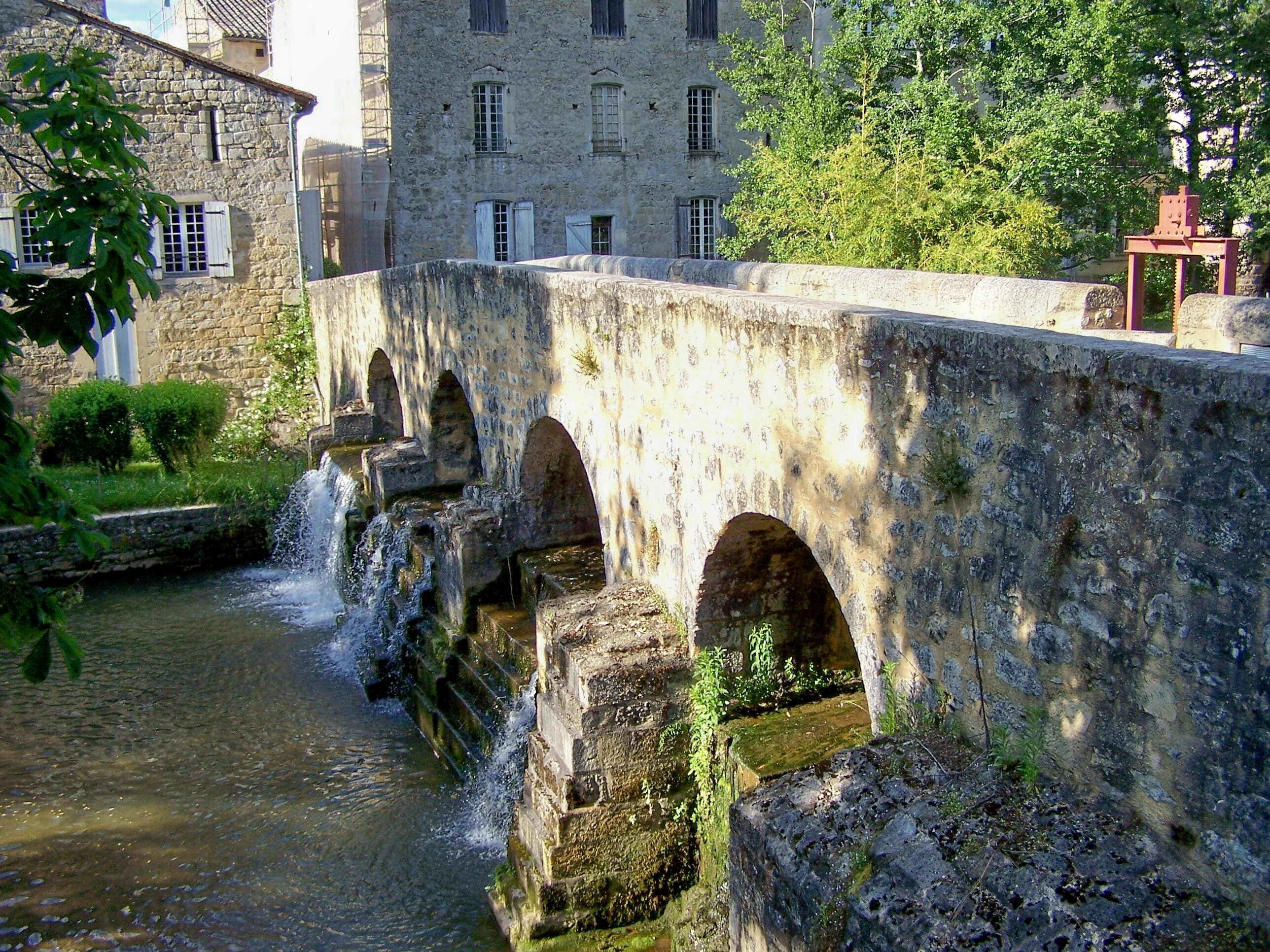
Le pont médiéval (juin 2009)
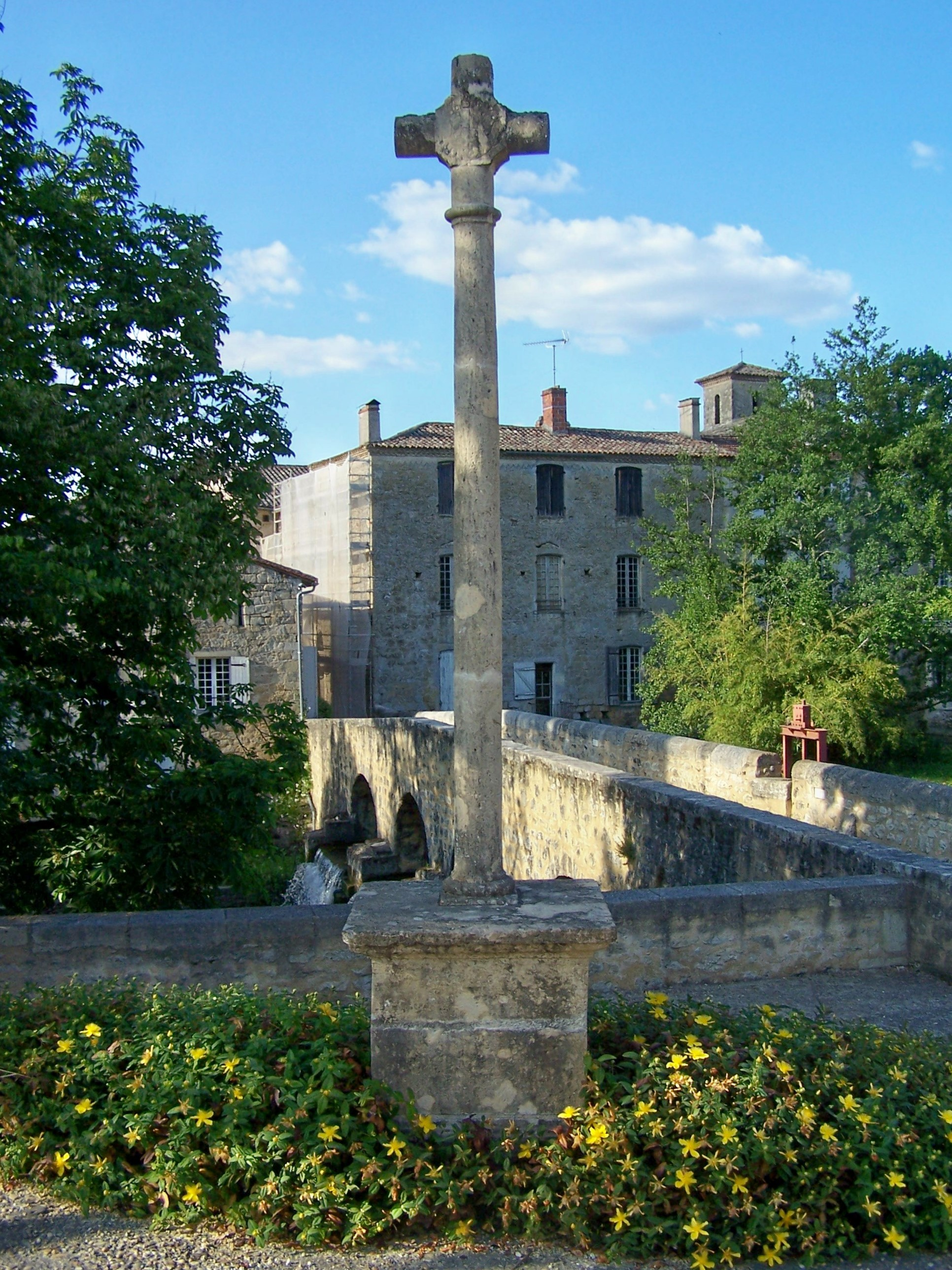
La croix de chemin (juin 2009)
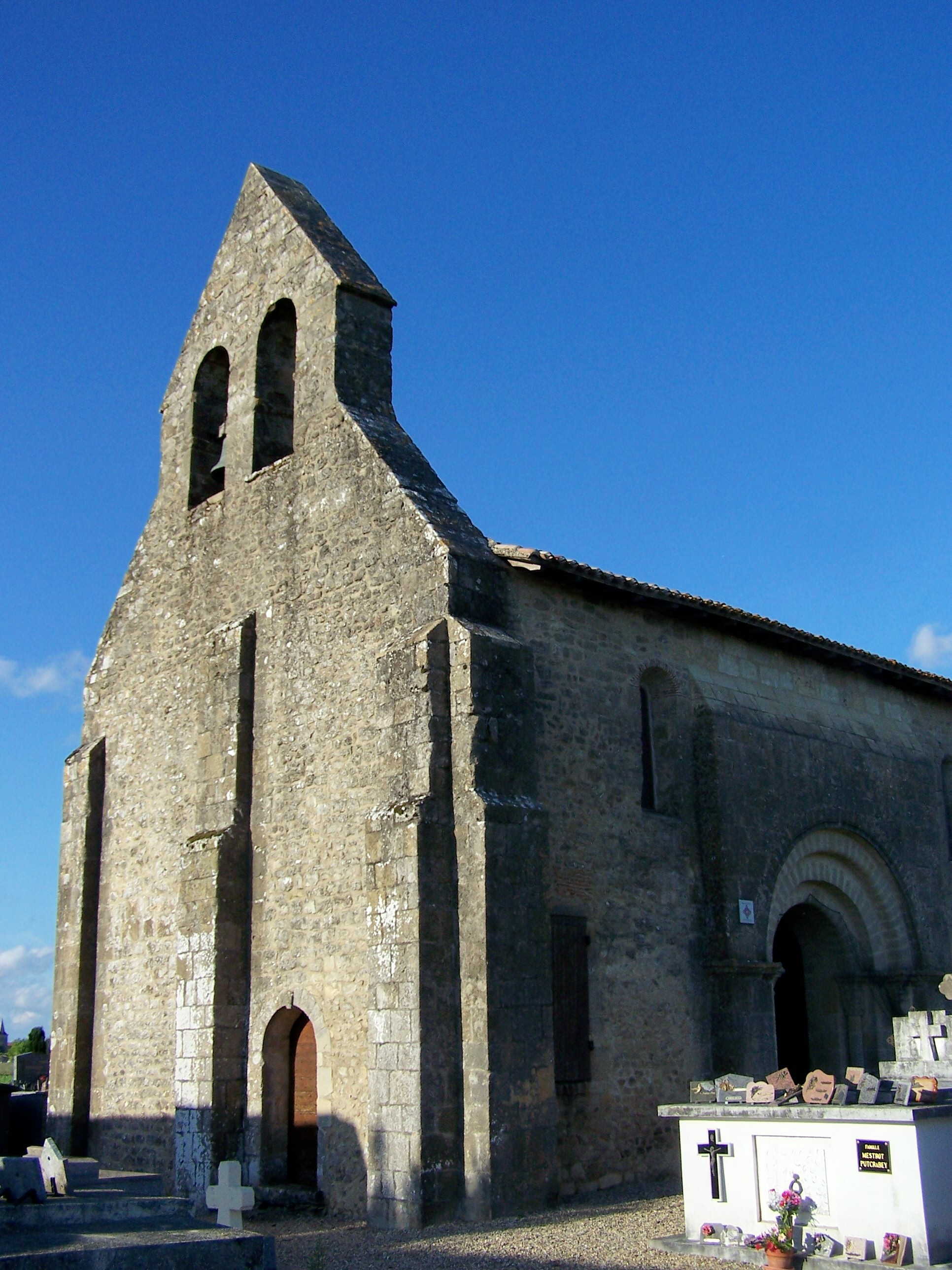
Façade de l'église Saint-Martin-de-Monphélix (juin 2009)
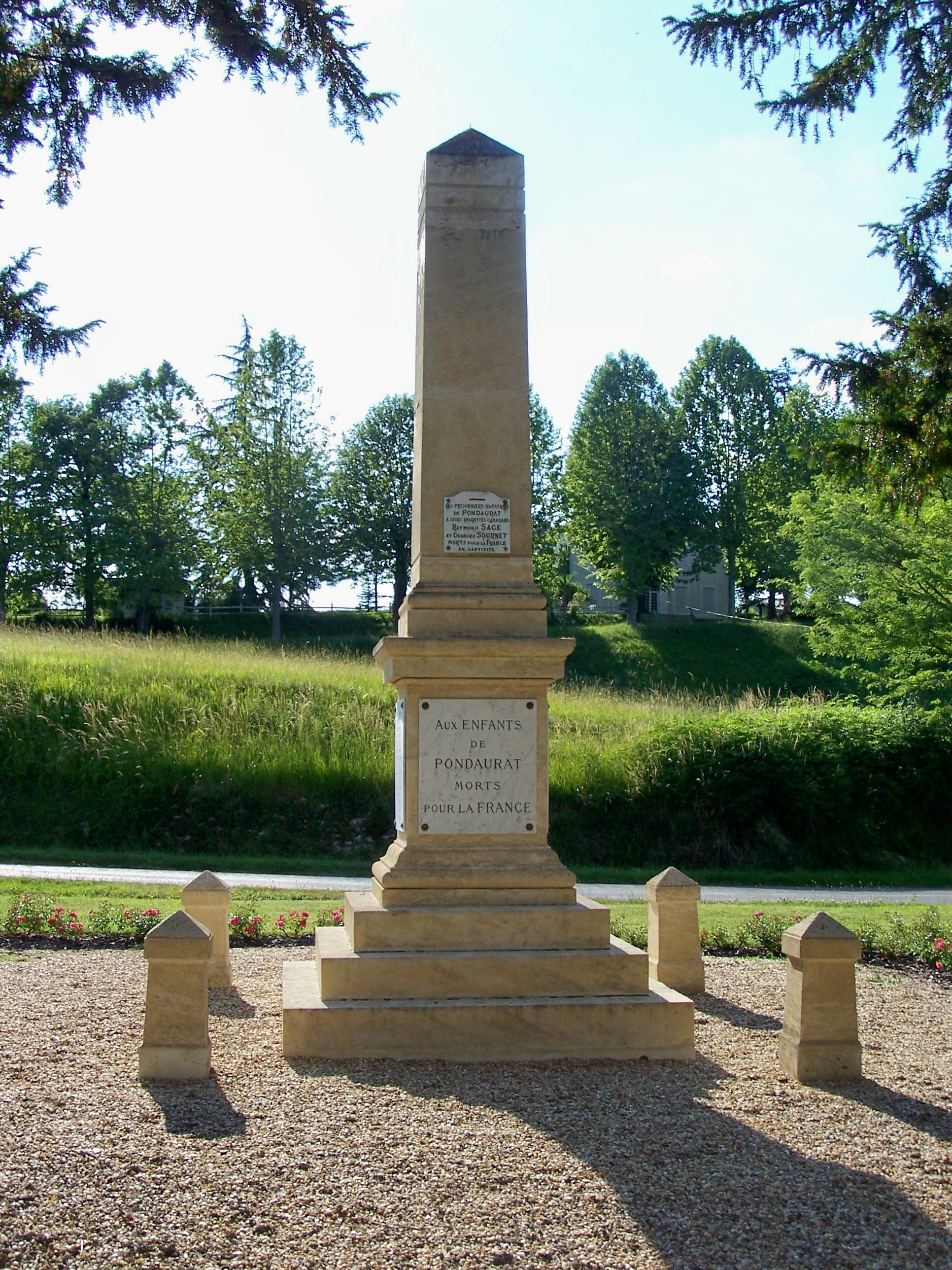
Le monument aux morts sur une place face au pont médiéval (juin 2009)

### Personnalités liées à la commune
- Roger Boussinot (1921-2001), ancien maire (écrivain et historien du cinéma).

### Héraldique
| Armes | Les armes de Pondaurat se blasonnent ainsi : Écartelé de sable et d'azur, au premier au Tau d'argent rempli d'azur, au second au pont barrage à quatre arches d'or mouvant des flancs, au troisième à la coquille d'or, au quatrième à la croix de Malte d'argent. Le Tau est le symbole des Antonins fondateurs de la commanderie, le pont barrage est celui qui franchit et ralentit la Bassanne, la coquille signale l'étape du pèlerinage de Saint-Jacques-de-Compostelle et la croix de Malte représente les derniers propriétaires de la commanderie avant la Révolution. |